# Barra harmònica
La barra harmònica és un llistó de fusta que va encolat a sota de la taula harmònica d'alguns instruments de corda fregada de la família del violí i de les violes d'arc, en disposició longitudinal, és a dir, paral·lela a les cordes, passant aproximadament per sota de la pota del pont que correspon a la banda de les cordes greus.
Té dues funcions. La primera, la comparteix amb l'ànima, i és la de reforçar la taula harmònica enfront de la pressió que hi fa el pont. La segona -també igual que en el cas de l'ànima, és de tipus acústic: establir un equilibri adequat de volums entre els sons aguts i greus.
En funció del tipus de so desitjat i buscat en cada moment, les seves dimensions han anat variant segons les èpoques, estils i modes d'ençà que es va incorporar al violí vers el final del segle xvi.